# Enaria carinulata
Enaria carinulata är en skalbaggsart som beskrevs av Leon Fairmaire 1903. Enaria carinulata ingår i släktet Enaria och familjen Melolonthidae. Inga underarter finns listade i Catalogue of Life.